# Boshirō Hosogaya
Boshirō Hosogaya (細萱 戊子郎 Hosogaya Boshirō?,  24 de junio de 1888-8 de febrero de 1964) fue un vicealmirante de la Armada Imperial Japonesa durante la Segunda Guerra Mundial.

## Biografía
Hosogaya nació en la prefectura de Nagano. Se graduó de la Academia Naval Imperial Japonesa en 1908, y en la Escuela del Estado Mayor Naval en 1920. En las décadas de 1920 y 1930 mantuvo diversos puestos en varias bases navales y buques de guerra. En 1934 fue designado capitán del acorazado Mutsu.
En 1935 fue ascendido a contraalmirante, y el año siguiente fue comandante de la Escuela de Comunicaciones y Torpedos. En 1939 fue ascendido a vicealmirante, siendo designado comandante de la base naval de Ryojun.

### Segunda Guerra Mundial
Preparándose para la inminente guerra contra los Estados Unidos, Hosogaya fue designado Comandante en Jefe de la Flota Expedicionaria de China entre 1940 y 1941. En julio de 1942 obtuvo el mando de la 5.ª Flota en el teatro del Pacífico norte.
En 1943 recibió la orden de suministrar provisiones a las tropas japoneses de las Islas Aleutianas, Alaska. Durante marzo del mismo año, tuvo que escoltar a dos transportes con destino a la isla Kiska, estando compuesta su fuerza de dos cruceros pesados, dos cruceros ligeros y cuatro destructores, cuando fue interceptado por un crucero pesado, uno ligero y cuatro destructores estadounidenses comandados por el contraalmirante Charles H. McMorris cerca de las Islas Komandorski. En el consiguiente encuentro, llamado batalla de las Islas Komandorski, Hosogaya no pudo atacar libremente a la inferior flota estadounidense, debido a que su principal prioridad fue proteger los barcos de transporte, con lo que ordenó la retirada de la flota japonesa, a pesar de haber causado graves daños al crucero pesado USS Salt Lake City.
Esta derrota estratégica significó el fin de la carrera militar de Hosogaya, que fue retirado del servicio activo inmediatamente tras la batalla, destinándosele como gobernador de la Micronesia ocupada, con base en el atolón de Truk. Su sustituto sería el vicealmirante Shirō Kawase.